# Sclethrus newmani
Sclethrus newmani är en skalbaggsart som beskrevs av Louis Alexandre Auguste Chevrolat 1863. Sclethrus newmani ingår i släktet Sclethrus och familjen långhorningar.
Artens utbredningsområde är Filippinerna. Inga underarter finns listade i Catalogue of Life.